# Hindukus
A Hindukus az Eurázsiai-hegységrendszerhez tartozó, Közép-Afganisztántól Északnyugat-Pakisztánig húzódó hegység. Legmagasabb pontja a pakisztáni Haibar-Pahtúnhva tartományban lévő Tiricsmir (7690 m). A Hindukus hegyei nyugat fele haladva egyre alacsonyodnak. Kabul közelében 4500–6000 m magasak, nyugaton 3500–4000 m-ig érnek. A hegység átlagos magassága 4500 m.
A hóhatár a nedvesebb északi és déli lejtőkön 4700 méter körül, a szárazabb, központi részeken 5100-5200 m körül húzódik. A fagyos talajfolyások 3300-3400 méteren húzódó alsó határa egyben a földművelés felső határvonalát is jelöli.

## Legmagasabb csúcsai
- Tiricsmir (7690 m)
- Novsak (7485 m)
- Istor-o-Nal (7403 m)
- Saraghrar I (7338 m).